# Noto (lettertype)
Noto is een lettertypefamilie uitgebracht door Google. Noto is ontworpen om alle schriften in de Unicode-standaard te ondersteunen met het doel om visuele harmonie te bereiken tussen meerdere talen/schriften. Net als Open Sans is het afgeleid van Droid fonts. In opdracht van Google is het lettertype uitgebracht onder de Apache-licentie.

## Unicode-dekking
Het lettertype is nog steeds in ontwikkeling met plannen om Unicode 6.2 langzamerhand te ondersteunen. Vanaf juli 2014 zijn er 96 lettertypes beschikbaar om te downloaden.